# Myomyscus brockmani
Myomyscus brockmani es una especie de roedor de la familia Muridae.

## Distribución geográfica
Se encuentra en Angola y República Democrática del Congo.
República Centroafricana, Etiopía, Kenia, Somalia, Sudán, Tanzania, Uganda, y, posiblemente, República  del Congo.

## Hábitat
Su hábitat natural son: sabanas áridas y zonas rocosas.